# Sabbat (японская группа)
Sabbat (яп. サバト) — японская блэк-метал-группа, образованная в начале 1980-х годов. На некоторых релизах они демонстрируют звучание с преобладающим влиянием трэша и хэви-метала.

## История
История Sabbat началась в 1983 году, когда была сформирована группа под названием Evil, состоящая из басиста Гезола (Gezol), гитаристов Озни (Ozny) и Элизавита (Elizaveat), барабанщика Валвина (Valvin) и вокалиста Тосии (Toshiya). Все кроме Озни играли вместе с 1981 года в различных школьных группах, в основном каверы на хэви-метал-группы, такие как Iron Maiden и Demon, но с Evil цель сразу же была поставлена выше. Группа начала писать собственный материал, и первый концерт состоялся в августе 1983 года.
В начале 1984 года Тосия покинул группу, и Гезол взял на себя вокал. Летом того же года название группы сменилось на Sabbat.
В апреле 1985 года Sabbat записали две песни для своего первого сингла. Сингл был выпущен собственным лейблом Гезола Evil Records, тираж составил 300 копий. В июне брат Гезола Сэмм (Samm, он же Геро) заменил Валвина на барабанах.
В 1986 году Sabbat были заняты концертами по всей Японии, и 3 августа выступили на фестивале Under The Castle, который транслировался по телевидению. Менее чем через две недели они оказались в эпицентре кризиса. Вторая ночь двухдневного концерта в Токио была сыграна без Озни, который вступил в перепалку (избил человека, который, как сообщается, показал ему средний палец) после первого ночного шоу. Две недели спустя Озни отыграл еще один концерт с Sabbat, но после этого было обоюдно решено, что он покинет группу, и Sabbat продолжит выступать как трио.
В июне 1987 года Sabbat снова вошли в студию, чтобы записать свою вторую 7-дюймовую пластинку под названием Born by Evil Blood. Пластинка вновь была выпущена лейблом Evil Records, и все выглядело блестяще, пока в августе не случилась очередная неудача. Из-за смерти родственника Гезол и Сэмм решили прекратить играть вживую. Прощальное шоу состоялось в Нагое 13 сентября.
В октябре группа снова была в студии, и в начале 1988 года Evil Records выпустила третью 7-дюймовую пластинку под названием «Desecration», а год спустя «The Devil’s Sperm Is Cold».
С этими 7-дюймовыми синглами и EP Sabbat начали набирать популярность и за пределами Японии, и в начале 1989 года Гезол захотел продолжить концертную деятельность. Элизавиту не так понравилась эта идея, да и Сэмм уже присоединился к Sacrifice. Несмотря на все это, Sabbat отыграли концерт в мае в составе: Гезол (бас-гитара), Барравит (гитара), Зоругелион (ударные) и Поссессед Хаммер (вокал). В конце концов Гезолу удалось убедить Элизавита сыграть вживую с Sabbat еще раз, и официальный концерт воссоединения состоялся 10 октября в следующем составе: Гезол (бас-гитара/вокал), Элизавит (гитара) и Зоругелион (барабаны).
Зоругелион теперь официально был членом группы, постоянно заменяя Сэмма на барабанах. Гезол смог договориться с Элизавитом только на один концерт, поэтому, чтобы продолжать играть вживую, Sabbat пришлось найти нового гитариста.
Найти подходящего человека для замены Элизавита было далеко не просто, и в 1990 году Sabbat не отыграли ни одного концерта, но была выпущена пятая 7-дюймовая пластинка на Evil Records. EP Seven Deadly Sins состоял из трех песен, записанных с Сэммом, все еще играющим на барабанах. Несмотря на нежелание играть вживую, Элизавит согласился помогать Sabbat в студии, пока не будет найден новый гитарист. Это позволило Sabbat записать демо-кассету под названием Sabbatical Demon, которая является первой студийной записью Зоругелиона с группой, а также единственной официальной демо-записью Sabbat.
С момента воссоединения прошел почти год, а подходящего гитариста все еще не было видно. Фактически, два концерта, сыгранные в 1989 году, были единственными концертами, которые Sabbat отыграли за последние три года. Без нового гитариста не было бы никаких концертов, а без каких-либо концертов единственным разумным вариантом было пойти в студию, и этим Sabbat занялись в октябре 1990 года. С Элизавитом, играющим на гитаре, трио начало записывать дебютный полноформатный альбом Envenom. Записи были почти закончены, когда нашёлся человек по имени Темис Осмонд, и вскоре стало ясно, что он был гитаристом, которого Sabbat отчаянно искали.
Темис Осмонд сыграл пару соло на Envenom, и хотя в титрах альбома он упоминается только как специальный гость, он уже был полноправным участником, заменив Элизавита, когда диск вышел в 1991 году (на Evil Records). Новый состав: Гезол (бас/вокал), Темис Осмонд (гитара/вокал) и Зоругелион (ударные).
В сентябре 1991 года Sabbat вылетели в Европу, чтобы продвигать группу и налаживать контакты. В Германии был запланирован концерт, но в итоге он не состоялся. Были также планы австрийского лейбла Lethal Records выпустить Envenom в Европе, но и этого не случилось.
В начале 1992 года группа снова вошла в студию, чтобы записать второй полноформатный альбом с Темисом Осмондом, впервые игравшим на всех гитарах. Темис Осмонд не только играл на всех гитарах, но и делил вокал с Гезолом. Зоругелион также записал несколько вокальных партий для альбома. Диск Evoke был выпущен летом 1992 года лейблом Evil Records.
В декабре 1992 года Sabbat опять были в студии, чтобы записать свой третий альбом. В январе 1993 года японский андеграундный метал-журнал F.E.T.U. выпустил 13-й номер, который был полностью посвящен Sabbat. Третий альбом Disembody был выпущен лейблом Evil Records в начале 1993 года, но уже осенью Sabbat снова вернулись в студию.
1994 год должен был стать 10-летием для группы, поэтому осенью 1993 года был записан специальный юбилейный альбом, состоящий из перезаписанных версий старых песен. Однако до того, как этот альбом был выпущен, в начале 1994 года, Sabbat записали четвертый альбом Fetishism, и диск был выпущен лейблом Evil Records. Сразу после Fetishism они выпустили первую часть юбилейного альбома под названием Black Up Your Soul с участием Элизавита в качестве специального гостя. Празднование 10-летия было отмечено специальным живым шоу, которое состоялось в Нагое 6 июня. Кроме того, пластинка впервые была выпущена за пределами Японии. Осенью 1994 года Holycaust Records из Соединенных Штатов выпустила CD под названием Sabbatical Devilucifer, который состоял из старых неизданных демо-записей. В следующем году итальянский лейбл Entropy Records переиздал дебютный альбом Envenom для европейского рынка.

## Состав

### Нынешний состав
- Gezol — вокал, бас-гитара (1984-н.в.)
- Zorugelion — ударные, бэк-вокал (1990-н.в.)
- Elizabigore — гитара, бэк-вокал (2016-н.в.)

### Бывшие участники
- Temis Osmond — гитара, клавишные, бэк-вокал (1990—2005)
- Damiazell — гитара, бэк-вокал (2007—2015)
- Samm a.k.a. Gero — ударные, бэк-вокал (1985—1990)
- Ozny — гитара, бэк-вокал (1984—1986)
- Valvin — ударные, бэк-вокал (1984—1985)
- Elizaveat — гитара, бэк-вокал (1984—1991, 2015—2016)

## Дискография

### Студийные альбомы
- Envenom (Evil Records, Japan 1991)
- Evoke (Evil Records, Japan 1992)
- Disembody (Evil Records, Japan 1993)
- Fetishism (Evil Records, Japan 1994)
- The Dwelling (Evil Records, Japan 1996)
- Karisma ((Iron Pegasus Records, Germany 1999)
- Satanasword (Iron Pegasus Records, Germany 2000)
- Karmagmassacre (Iron Pegasus Records, Germany 2003)
- Sabbatrinity (Iron Pegasus Records, Germany 2011)

### Концертные альбомы
- Live at Blokula (Evil Records, Japan 1995)
- Live 666 — Japanese Harmageddon (Evil Records, Japan 1996)
- Live Curse (Heavy Metal Super Star Records, Japan 1999)
- Live Kindergarten (Heavy Metal Super Star Records, Japan 1999)
- Live Devil (Heavy Metal Super Star Records, Japan 2000)
- Live Panica (Heavy Metal Super Star Records, Japan 2000)
- Iberian Harmageddon (Hibernia Productions, Portugal 2000)
- Live Revenge (Heavy Metal Super Star Records, Japan 2000)
- Russian Harmageddon (Satanic Assault Productions, Brazil 2000)
- Live Meltdown (Heavy Metal Super Star Records, Japan 2001)
- Live Nuts (Heavy Metal Super Star Records, Japan 2001)
- Live Festa (Heavy Metal Super Star Records, Japan 2001)
- Dietsland Harmageddon (Berzerker Records, Holland 2001)
- Minami-Kyushu Harmageddon (Infernal Tharsh Records, Japan 2001)
- Live Torture (Heavy Metal Super Star Records, Japan 2001)
- Live Guanafight (Heavy Metal Super Star Records, Japan 2002)
- Live Lovefire (Heavy Metal Super Star Records, Japan 2002)
- Live Batan-Q (Heavy Metal Super Star Records, Japan 2002)
- Live Izumoden (Heavy Metal Super Star Records, Japan 2003)
- Gezonslaught (Ososo Records, Japan 2003)
- Valvinonslaught (Infernal Thrash Records, Japan 2003)
- Elizaveatonslaught (Heavy Metal Super Star Records, Japan 2003)
- Naniwa Tepoddonslaught (Evil Dead Records, Japan 2003)
- Live Hamagurism (Heavy Metal Super Star Records, Japan 2003)
- Hamaguri Resurrection (Assaulter Productions, United States 2004)
- Live Undertakers (Temis Osmond) (Heavy Metal Super Star Records, Japan 2004)
- Live Resurrection (Monster Nation / Iron Tyrant, Sweden / Italy 2004)
- Live Undertakers (Zorugelion) (Heavy Metal Super Star Records, Japan 2004)
- Live Sabbatical Hamaguri Queen (Nuclear War Now! Productions, United States 2005)
- Satanas Francisconslaught (Bay Area Sabbatical Maniacs Records, United States 2005)
- Brooklyn Blackfire (Heavy Metal Super Star, Japan 2005)
- Geionslaught 1986 (Time Before Time, Poland 2006)
- Tribute to Temis (Heavy Metal Super Star, Japan 2006)
- Sabbademonical Liveslaught (Stygian Shadows Productions, Hungary 2007)
- Go Gezol Go! (Heavy Metal Super Star, Japan 2007)
- Live in BKK (Heavy Metal Super Star, Japan 2007)
- Live in Singapore (Heavy Metal Super Star, Japan 2007)
- Hamaguri Hihoukan (Ososo Records, Japan 2007)
- Go Gezol Go! (Heavy Metal Super Star Records, Japan 2007)
- Ishidamien Infects Inferno (Heavy Metal Super Star Records, Japan 2007)
- Xenophobiac Xanthous Xenogenesis (Heavy Metal Super Star Records, Japan 2007)
- Hamaguri Hihoukan (Ososo Records, Japan 2007)
- Live in Singapore (Heavy Metal Super Star Records, Japan 2007)
- Live Resurrection (Iron Tyrant, Italy 2007)
- Live in San Francisconslaught (Assaulter Productions / Depths of Hell Records, USA 2008)
- Feel Finnish Fire (Heavy Metal Super Star Records, Japan 2008)
- Sabbatical Milanonslaught (Iron Tyrant, Italy 2008)
- Uda’s Ultimate Unison (Heavy Metal Super Star Records, Japan 2008)
- Psychedelic Pounding Pain (Heavy Metal Super Star Records, Japan 2008)

### Синглы/EP
- Sabbat (Evil Records, Japan 1985)
- Born by Evil Blood (Evil Records, Japan 1987)
- Desecration (Evil Records, Japan 1988)
- The Devil’s Sperm Is Cold (Evil Records, Japan 1989)
- The Seven Deadly Sins (Evil Records, Japan 1990)
- European Harmageddon (Merciless Records, Germany 1997)
- Scandinavian Harmageddon (Primitive Art Productions, Sweden 1997)
- East European Harmageddon (View Beyond Records, Czech Republic 1998)
- American Harmageddon (Holycaust Records, United States 1998)
- Asian Halmageddon (Evil Records, China 1998)
- African Harmageddon (Mganga Records, Tanzania 1998)
- Oceanic Harmageddon (Way of Life Records, Australia 1999)
- South American Harmageddon (Mega Therion Records / Sylphorium Records, Brasil / Colombia 1999)
- Sabbatical Demonslaught (View Beyond Records, Czech Republic 1999
- Baltic Harmageddon (Sadistic Sodomizer, Latvia 2000)
- French Harmageddon (End All Life Productions, France 2000)
- Brazilian Demonslaught (Live Recordings Attack, Brazil 2002)
- Demonslaught Sverige (Monster Nation, Sweden 2003)
- Naniwa Harmageddon (Ososo Records, Japan 2003)
- Zorugelionslaught (Infernal Thrash Records, Japan 2003)
- Temis Osmonslaught (Infernal Thrash Records, Japan 2004)
- Gezonslaught (Infernal Thrash Records, Japan 2004)
- Fetus Tribute (Holycaust Records, United States 2004)
- Sabbatical Rehearsalucifer (Time Before Time, Poland 2004)
- Icelandic & Greenlandic Demonslaught (View Beyond, Czech Republic 2006)
- Finnish Demonslaught (Metal Warning, Finland 2008)

### Сборники
- Black up Your Soul… (Evil Records, Japan 1994)
- Sabbatical Devilucifer (Holycaust Records, United States 1994)
- …for Satan and Sacrifice (Evil Records, Japan 1995)
- Bloody Countess (Holycaust Records, United States 1996)
- Sabbatical Rites (Iron Pegasus Records, Germany 1999)
- VenoMetal (Sons of Satan, Brazil 2000)
- Live Wacko (Heavy Metal Super Star, Japan 2003)
- Brigitte Harmageddon (Brigittefan Records, Australia 2003)
- Sabbatical Satanachrist Slaughter — Bay Area Harmageddon (Nuclear War Now! Productions, United States 2003)
- Sabbat (Asian Hordes, Philippines 2004)
- Envenometal (Heavy Metal Super Star Records, Japan 2004)
- Sabbatical Holocaust (Time Before Time Records, Poland 2004)
- …And the Sabbatical Queen (RIP Records, United States 2004)
- Mion’s Hill — 20th Anniversary Special Release 1984—2004 (Iron Pegasus Records, Germany 2004)
- …To Praise the Sabbatical Queen (Iron Pegasus Records, Germany 2004)
- Sabbatical 25 Years Kamikaze Demonslaught (Deathbringer Records, Germany 2008)
- The Harmageddon Vinylucifer Singles (Iron Pegasus Records, Germany 2008)
- Polish Demonslaught (Hard Rocker Magazine, Poland 2008)

### Сплиты
- Far East Gate in Inferno (Evil Records, Japan 1994)
- Headbangers Against Disco с Gehennah, Infernö and Bestial Warlust (Primitive Art Productions, Sweden 1997)
- Thrashing Holocaust (Necropolis Records, United States 1999)
- The Bulldozer Armageddon Volume 1 с Imperial (Warlord Records, Italy 2000)
- Sabbatical Splitombstone с Unpure (Iron Pegasus Records, Germany 2001)
- The Return of Darkness and Hate (Drakkar Productions, France 2001)
- Antarctic Harmageddon (Heavy Metal Super Star Records, Japan 2001)
- Split with Gorgon (View Beyond, Czech Republic 2001)
- Split with Unholy Grave (The Sky Is Red Records, United States 2001)
- Split with Terror Squad (Legions of Death Records, France 2001)
- Kamikaze Splitting Roar с Abigail (From Beyond Productions, Holland 2004)
- Live Vanguard с Ground Zero (Heavy Metal Super Star Records, Japan 2004)
- Live Undertakers (Gezol) с Zombie Ritual (Heavy Metal Super Star Records, Japan 2004)
- Tokyo Genocidemonslaught с Asbestos (Metal Crusade Productions, Japan 2005)
- Sabbatical Desaterminator с Desaster (Witchhammer Productions, Thailand 2005)
- Split with Forever Winter (Holycaust, United States 2005)
- Sabbatical Gorgonslaught с Gorgon (Witchhammer, Thailand 2005)
- Sabbatical Siamesechristbeheading с Surrender of Divinity (Witchhammer, Thailand 2006)
- Bloodlust Regime 1942 — The Syonan-To Massacres… с Iron Fist (Necromancer Records, Germany 2006)
- Sabbatical Goat Semen с Goat Semen (Witchhammer, Thailand 2006)
- Split with Metalucifer (Dream Evil Records, Italy 2008)